# Byblis typhlotes
Byblis typhlotes is een vlokreeftensoort uit de familie van de Ampeliscidae. De wetenschappelijke naam van de soort is voor het eerst geldig gepubliceerd in 2006 door Ren.